# Ary Henri van Wamelen

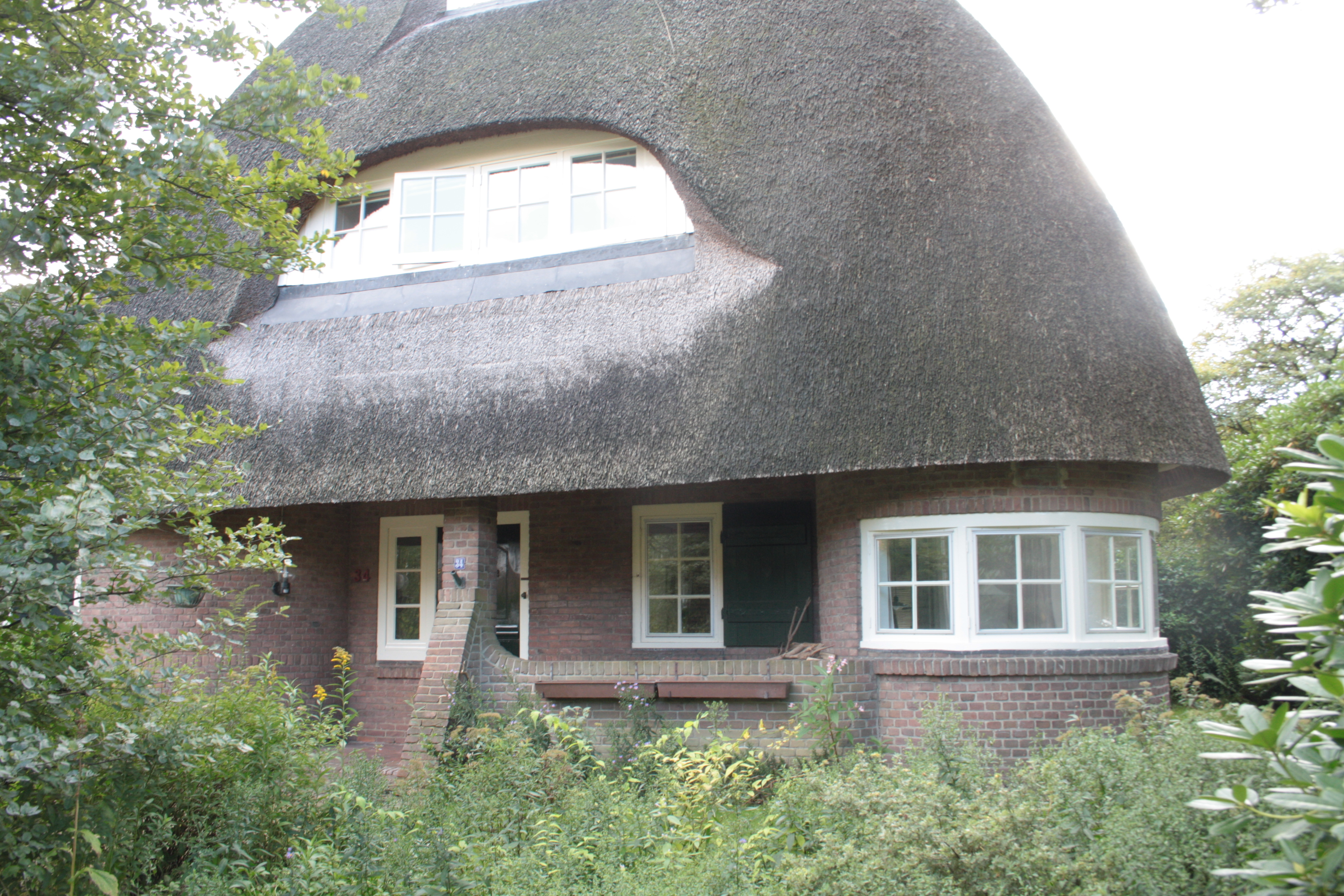
Een van de Frisiawoningen aan de Schaepmanlaan in Amersfoort (1920)

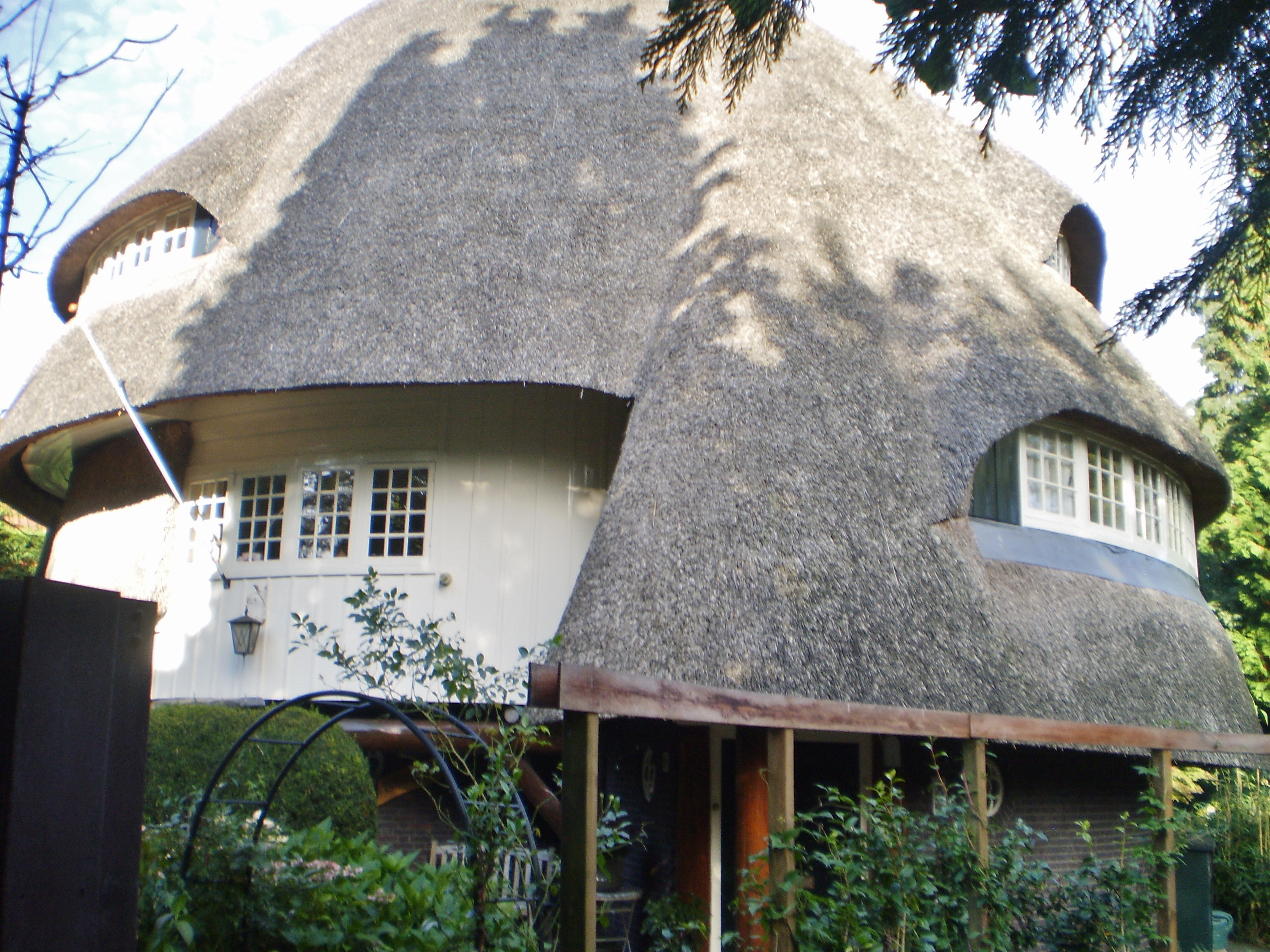
Villa in het Pekingpark in Baarn (1933)

Ary Henri van Wamelen (Den Haag, 7 juli 1885 – 28 juli 1962) was een Nederlands architect die vooral huizen ontwierp in de Amsterdamse School-stijl. 

## Loopbaan
Van Wamelen ontwierp in 1920 de Frisiawoningen in Amersfoort aan onder andere de Borgesiuslaan en de Piersonlaan. Het ontwerp is gemaakt in de stijl van de Amsterdamse School. De woningen hebben een bijzonder rieten dak en brede raamstroken. De woningen hebben veel aandacht gehad in vakbladen. In datzelfde jaar heeft Van Wamelen ook huizen ontworpen voor de toen nieuwe Indische buurt in Nijmegen. In 1921 heeft Van Wamelen in Bussum 26 huizen ontworpen in het Vondelkwartier aan de Brederodelaan 4-14 en 5-15, Oud Bussummerweg 41-47 en 57-67 en Tesselschadelaan 7-9 en 16-18. Al deze woningen behoren tot het Rijksbeschermd gezicht Bussum - Brediuskwartier. Tegelijkertijd heeft hij aan de Huizerweg en Jozef Israëlslaan nog 6 woningen ontworpen. 
Dit waren alle twee-onder-een-kap woningen in drie verschillende types. In 1925 heeft de Protestantse Woningbouw Vereniging een blok van 68 huizen en twee winkels in Tuindorp Buiksloterham laten bouwen naar een ontwerp van de architect. Ook deze woningen waren in de stijl van de Amsterdamse school. Dit blok met woningen bevindt zich tussen de Latherusstraat en Clematisstraat in de Bloemenbuurt. In 1933 ontwierp de architect in opdracht van mevrouw M. de Zwart een huis in de Baarnse villawijk Pekingpark. Het huis heeft de vorm van een grote ronde Afrikaanse hut naar aanleiding van de reizen van de opdrachtgever. Vanwege de gave staat van interieur en exterieur is het huis een pareltje in het oeuvre van het werk van Van Wamelen. 
In 1952 ontwierp Van Wamelen een huis in de stijl van de Delftse School in Leusden.